# Wereldkampioenschappen veldlopen 2005
De 33e IAAF wereldkampioenschappen veldlopen vonden plaats op 19 en 20 maart in Saint-Galmier vlak bij Saint-Étienne.
In totaal namen er 695 atleten uit 72 landen deel.

## Mannen

### Lange cross (12 km), 20 maart 2005
| Plaats | Naam                 | Land | Tijd  |
| ------ | -------------------- | ---- | ----- |
| 1      | Kenenisa Bekele      | ETH  | 35.06 |
| 2      | Zersenay Tadese      | ERI  | 35.20 |
| 3      | Ahmad Abdullah       | QAT  | 35.34 |
| 4      | Abebe Dinkesa        | ETH  | 35.37 |
| 5      | Eliud Kipchoge       | KEN  | 35.37 |
| 6      | Dejene Berhanu       | ETH  | 35.42 |
| 7      | Boniface Kiprop      | UGA  | 35.45 |
| 8      | Saif Saaeed Shaheen  | QAT  | 35.53 |
| 9      | John Cheruiyot Korir | KEN  | 36.00 |
| 10     | Charles Kamathi      | KEN  | 36.03 |

Landenrangschikking: 1 Ethiopië, 2 Kenia, 3 Qatar.

### Korte cross (4 km), 19 maart 2005
| Plaats | Naam                        | Land | Tijd  |
| ------ | --------------------------- | ---- | ----- |
| 1      | Kenenisa Bekele             | ETH  | 11.33 |
| 2      | Abraham Chebii              | KEN  | 11.38 |
| 3      | Isaac Songok                | KEN  | 11.39 |
| 4      | Saif Saaeed Shaheen         | QAT  | 11.42 |
| 5      | Jamal Bilal Salem           | QAT  | 11.43 |
| 6      | Terefe Maregu Zewdie        | ETH  | 11.43 |
| 7      | Dejene Berhanu              | ETH  | 11.43 |
| 8      | Ahmad Abdullah              | QAT  | 11.46 |
| 9      | Gebre-egziabher Gebremariam | ETH  | 11.54 |
| 10     | Shadrack Kosgei             | KEN  | 11.56 |

Landenrangschikking: 1 Ethiopië, 2 Kenia, 3 Qatar.

### Junioren (8 km), 20 maart 2005
| Plaats | Naam               | Land | Achterstand |
| ------ | ------------------ | ---- | ----------- |
| 1      | Augustine Choge    | KEN  | 23.59       |
| 2      | Bernard Kipyego    | KEN  | 24.00       |
| 3      | Barnabas Kosgei    | KEN  | 24.00       |
| 4      | Hosea Macharinyang | KEN  | 24.09       |
| 5      | Mang'ata Ndiwa     | KEN  | 24.15       |
| 6      | Tariku Bekele      | ETH  | 24.16       |
| 7      | Moses Masai        | KEN  | 24.19       |
| 8      | Solomon Molla      | ETH  | 24.24       |
| 9      | Tariq Taher        | BRN  | 24.31       |
| 10     | Belal Ali          | BRN  | 24.33       |

Landenrangschikking: 1 Kenia, 2 Ethiopië, 3 Qatar.

## Vrouwen

### Lange cross (8 km), 19 maart 2005
| Plaats | Naam             | Land | Tijd  |
| ------ | ---------------- | ---- | ----- |
| 1      | Tirunesh Dibaba  | ETH  | 26.34 |
| 2      | Alice Timbilil   | KEN  | 26.37 |
| 3      | Werknesh Kidane  | ETH  | 26.37 |
| 4      | Meselech Melkamu | ETH  | 26.39 |
| 5      | Isabella Ochichi | KEN  | 26.43 |
| 6      | Catherine Kirui  | KEN  | 26.49 |
| 7      | Benita Johnson   | AUS  | 26.55 |
| 8      | Gete Wami        | ETH  | 27.20 |
| 9      | Rose Jepchumba   | KEN  | 27.25 |
| 10     | Bezunesh Bekele  | ETH  | 27.27 |

Landenrangschikking: 1 Ethiopië, 2 Kenia, 3 Portugal.

### Korte cross (4 km), 20 maart 2005
| Plaats | Naam                | Land | Tijd  |
| ------ | ------------------- | ---- | ----- |
| 1      | Tirunesh Dibaba     | ETH  | 13.15 |
| 2      | Werknesh Kidane     | ETH  | 13.16 |
| 3      | Isabella Ochichi    | KEN  | 13.21 |
| 4      | Prisca Ngetich      | KEN  | 13.25 |
| 5      | Lucy Wangui         | KEN  | 13.25 |
| 6      | Meselech Melkamu    | ETH  | 13.28 |
| 7      | Beatrice Chepchumba | KEN  | 13.31 |
| 8      | Nancy Langat        | KEN  | 13.31 |
| 9      | Deriba Alemu        | ETH  | 13.41 |
| 10     | Alevtina Ivanova    | RUS  | 13.42 |

Landenrangschikking: 1 Ethiopië, 2 Kenia, 3 Verenigde Staten.

### Junioren (6 km), 19 maart 2005
| Plaats | Naam               | Land | Achterstand |
| ------ | ------------------ | ---- | ----------- |
| 1      | Gelete Burka       | ETH  | 20.12       |
| 2      | Veronica Wanjiru   | KEN  | 20.39       |
| 3      | Beatrice Chebusit  | KEN  | 20.44       |
| 4      | Mercy Njoroge      | KEN  | 20.46       |
| 5      | Belainesh Zemedkun | ETH  | 20.47       |
| 6      | Workitu Ayanu      | ETH  | 20.54       |
| 7      | Pauline Korikwiang | KEN  | 20.56       |
| 8      | Gladys Chemweno    | KEN  | 20.57       |
| 9      | Aliphine Tuliamuk  | KEN  | 21.09       |
| 10     | Alemitu Abera      | ETH  | 21.10       |

Landenrangschikking: 1 Kenia, 2 Ethiopië, 3 Japan.
1973 · 
1974 · 
1975 · 
1976 · 
1977 · 
1978 · 
1979 · 
1980 · 
1981 · 
1982 · 
1983 · 
1984 · 
1985 · 
1986 · 
1987 · 
1988 · 
1989 · 
1990 · 
1991 · 
1992 · 
1993 · 
1994 · 
1995 · 
1996 · 
1997 · 
1998 · 
1999 · 
2000 · 
2001 · 
2002 · 
2003 · 
2004 · 
2005 · 
2006 · 
2007 · 
2008 · 
2009 · 
2010 · 
2011 · 
2013 · 
2015 · 
2017 · 
2019 · 
2023 · 
2024